# Список комп'ютерних вірусів та хробаків під Linux
Операційна система GNU/Linux, як і UNIX та інші Unix-подібні комп'ютерні операційні системи, взагалі розцінюються як добре захищені проти комп'ютерних вірусів.
Однак, віруси можуть потенційно пошкодити незахищені системи на Linux і впливати на них, і навіть, можливо, поширюватися на інші системи. Як й інші Unix-подібні ОС, GNU/Linux є багатокористувацькою системою, де користувачам надаються певні привілеї і є реалізована деяка форма контролю доступу. Також, віруси зазвичай мають менше можливостей змінювати і впливати на хост-систему. Саме тому жоден з вірусів, написаних для Linux, включаючи перераховані нижче, ніколи не множилися успішно на великій кількості машин. Крім того, вразливості в системі безпеки, які експлуатуються вірусами, були встановлені незабаром опісля (або раніше), ніж віруси почали поширюватися. Таким чином віруси не несуть в собі великої загрози, доки система оновлюється регулярно.
Вірусні сканери доступні для систем GNU/Linux, і вони вміють перевіряти електронну пошту, що проходить через них, щоб захистити комп'ютери з системами Microsoft Windows.
Ось список відомих вірусів для Linux:
- Троянські коні
  - Kaiten — троян Linux.Backdoor.Kaiten[2]
  - Rexob — троян Linux.Backdoor.Rexob[3]

- Хробаки:
  - Adm — Net-Worm.Linux.Adm[4]
  - Adore[5]
  - Cheese — Net-Worm.Linux.Cheese[6]
  - Devnull[en]
  - Kork[7]
  - Linux/Lion (також відомий як Ramen)
  - Mighty — Net-Worm.Linux.Mighty[8]
  - Millen — Linux.Millen.Worm[9]
  - Ramen
  - Slapper[10]
  - SSH Bruteforce[11]

- Комп'ютерні віруси:
  - Alaeda — Virus.Linux.Alaeda[12]
  - Поганий кролик — Perl.Badbunny[13]
  - Binom — Linux/Binom[14]
  - Bliss[en]
  - Brundle[15]
  - Bukowski[16]
  - Diesel — Virus.Linux.Diesel.962[17]
  - Kagob a — Virus.Linux.Kagob.a[18]
  - Kagob b — Virus.Linux.Kagob.b[19]
  - MetaPHOR (також відомий як Simile)[20]
  - Nuxbee — Virus.Linux.Nuxbee.1403[21]
  - OSF.8759
  - Podloso — Linux.Podloso (The iPod virus)[22][23]
  - Rike — Virus.Linux.Rike.1627[24]
  - RST — Virus.Linux.RST.a[25]
  - Satyr — Virus.Linux.Satyr.a[26]
  - Staog
  - Vit — Virus.Linux.Vit.4096[27]
  - Winter — Virus.Linux.Winter.341[28]
  - Winux (також відомий як Lindose або PEElf)[29]
  - ZipWorm — Virus.Linux.ZipWorm[30]